# 당목마을당제
당목마을당제는 대한민국 전라남도 완도군 약산면 해동리에서 행해지는 당제이다. 2003년 11월 24일 완도군의 향토문화유산 제4호로 지정되었다.